# Винк, Фёдор Анемподистович
Фёдор Анемподистович Винк (с 1915 — Юрьев; 3 февраля 1850 — 14 июня 1930, Белград) — председатель департамента Виленской судебной палаты, сенатор.

## Биография
Православный. Потомственный дворянин Херсонской губернии. Сын контр-адмирала Анемподиста Христофоровича Винка.
В 1873 году окончил юридический факультет Новороссийского университета.
По окончании университета поступил на службу в Министерство юстиции кандидатом на судебные должности при прокуроре Одесской судебной палаты. В 1875 году был назначен исправляющим должность судебного следователя Евпаторийского уезда Таврической губернии, а в 1877 году — переведен судебным следователем в город Одессу. Здесь прослужил три года и получил назначение товарищем прокурора Одесского окружного суда. С 1889 года последовательно занимал должности прокурора Симбирского окружного суда и прокурора Кишиневского окружного суда.
В 1891 году был назначен товарищем прокурора Санкт-Петербургской судебной палаты, в 1894 году — председателем Уманского окружного суда и почетным мировым судьей Уманского судебно-мирового округа, а в 1899 году — председателем Симферопольского окружного суда. Здесь же был избран председателем правления местного исправительного приюта для малолетних преступников. В 1902 году занял пост председателя департамента Виленской судебной палаты.
12 апреля 1906 года назначен сенатором, присутствующим в Гражданском кассационном департаменте Правительствующего Сената, с производством в тайные советники. С 8 января 1915 года изменил фамилию на Юрьев.
После Октябрьской революции в эмиграции в Югославии. Скончался в 1930 году в Белграде. Похоронен на Новом кладбище.

## Семья
Был женат дважды. Первая жена — Юлия Васильевна Завойко (1854—1894), дочь адмирала В. С. Завойко. Их дети:
- Николай Федорович Винк  (1880—?) Родился 15.03.1880 г. В службе с 1897 г. Окончил Морской Кадетский Корпус , 35-м по успеваимости ( 06.05.1900 ) . Произведен в : Мичманы ( 06.05.1900 ) , Лейтенанты ( 06.05.1904 ) , Капитаны 2 ранга с увольнением в отставку ( 06.01.1914 ) . Младший артиллерийский офицер эскадренного броненосца " Пересвет " ( 1903 - 1904 ) . В июне – июле 1904 г. - командовал артиллерией строящегося форта № 5 . 04.08 ,женился на Анне Сергеевне Воеводской в 1908г
- Сергей Федорович Винк (1881—?) Участник Первой Мировой Войны, поручик на 1915г, был контужен(1915)
- Юлия (1877—?), замужем за доктором Бубновым.

С 7 января 1911 года был женат вторым браком на Зинаиде Михайловне Голубовой, рожденной Каличицкой (1864).

## Награды
- Орден Святого Станислава 1-й ст. (1902)
- Орден Святой Анны 1-й ст. (1905)
- Орден Святого Владимира 2-й ст. (1909)
- Орден Белого Орла (1912)
- Орден Святого Александра Невского (1917)